# Procedimiento administrativo sancionador
El procedimiento administrativo sancionador es el que utilizan las administraciones públicas para ejercer su potestad sancionadora. Por ejemplo, en España estaba regulado por el Real Decreto 1398/1993, Reglamento que desarrollaba el Título IX de la Ley 30/1992, de 26 de noviembre, de Régimen Jurídico de las Administraciones Públicas y del Procedimiento Administrativo Común. En la actualidad se regula en las leyes 39/2015, y 40/2015. La Ley 39/2015, de 1 de octubre, del Procedimiento Administrativo Común de las Administraciones Públicas, contiene los principios del procedimiento sancionador y buena parte del anterior Reglamento que deroga en su totalidad y  la Ley 40/2015, de 1 de octubre, de Régimen Jurídico del Sector Público, regula los principios de la potestad sancionadora. Mientras que en Perú está regulado por la Ley N.º 27444, Ley del Procedimiento Administrativo General.

## Fases del procedimiento
El procedimiento prevé tres fases: iniciación,instrucción y resolución. En la primera fase, la administración da audiencia a la persona interesada para que pueda alegar y proponer la práctica de aquellas pruebas que considere conveniente para su defensa, siempre en relación con los hechos que se le imputan. En la instrucción se realizan  las actuaciones de comprobación de los hechos y alegaciones, es la fase procedimental donde se practica la prueba y por último, en la fase sancionadora (o más bien resolutiva, ya que el expediente puede acabar sin sanción), el órgano competente dicta resolución, sancionando, si han quedado acreditados los hechos imputados, o sobreseyendo y archivando el expediente en caso de inexistencia de infracción o responsabilidad. 
En el Perú, el procedimiento sancionador siempre se inicia de oficio, es decir, de impulso por parte de la autoridad administrativa. Contando con una etapa de averiguaciones previas antes de dar inicio al procedimiento. Luego de esto se tiene que dar cuenta de las dos fases en la primera que consiste en que la autoridad instructora notifica el cargo al administrado, hace sus descargos, da lugar a la actuación probatoria y finalmente formula una propuesta de Resolución. En la segunda etapa es decir sobre la autoridad decisora notificará al administrado, tanto los promotores como los denunciados y por tanto dan lugar a la alegación final. En este sentido se emite la Resolución y el administrado puede acudir a usar alguno de los recursos administrativos impugnativos (reconsideración, apelación o revisión) siempre y cuando se encuentre dentro del plazo para hacerlo. Admitido a trámite dicho recurso se da lugar a un procedimiento recursal en el cual la autoridad administrativa puede darle la razón al administrado y declarar la nulidad total o parcial de la resolución, o, inclusive, revocar dicha resolución.

## Principios
Legalidad: solo por norma con rango de ley cabe atribuir la potestad sancionadora y la consiguiente previsión de las consecuencias administrativas que le pueden ser aplicados a un administrado en forma de sanción, pero en ningún caso se podrá disponer la privación de libertad de los administrados.
Debido Procedimiento: las autoridades administrativas deben aplicar las sanciones siempre respetando las garantías del debido proceso.
Razonabilidad: cualquier sanción a ser impuesta sobre el administrado debe guardar cierto criterio de proporcionalidad al incumplimiento de la conducta recogida por la norma.
Tipicidad: se prohíbe el uso de interpretación extensiva o analógica en tanto que estamos ante una potestad estatal que restringe derechos. Además, solo pueden ser consideras infracciones las conductas que estén expresamente prescritas en norma legal.
Irretroactividad: solo puede sancionarse las conductas que se encuentren prescritas al momento en que se encuentren vigentes las normas. Con la excepción de que solo mientras se encuentre en trámite el procedimiento surja otra norma que pueda ser más favorable al administrado, esta última siendo la más benigna le será aplicable al administrado.
Concurso de Infracciones: cuando una conducta califique como posible de ser subsumida en más de un tipo legal entonces le será aplicable al administrado la sanción más grave.
Continuación de Infracciones: si el administrado continúa incurriendo en la conducta materia la cual ha sido sancionado la administración debe esperar un plazo de treinta días para notificar al administrado que cese dicha conducta bajo apercibimiento de ser sancionado de nuevo.
Causalidad: la conducta del administrado además de estar tipificada en norma legal debe guarda estrecha relación entre la acción del administrado y el resultado que produce. Claro esta que se puede alegar alguna ruptura del nexo causal por situaciones como hecho fortuito, fuerza mayor o un hecho determinante de un tercero.
Non bis in ídem: este principio tiene dos esferas: la primera es que proscribe la posibilidad de imponer dos sanciones por la misma conducta (cuando coincidan la identidad del sujeto, hecho y el fundamento usado) y la segunda proscripción sería que no cabe la existencia de dos procedimientos sobre el mismo hecho, sujeto y los fundamentos a usar.
Presunción de Licitud: la administración debe presumir que la conducta de los administrados es conforme a derecho en tanto no se demuestre lo contrario. (Presunción de Inocencia).

## Descargo
El presunto responsable tiene derecho a ser notificado de los hechos que se le imputan, de las infracciones que tales hechos puedan constituir y de las sanciones que en su caso, se le pudieran imponer, así como de la identidad del instructor, de la autoridad competente para imponer la sanción.

## Presunción de licitud o de inocencia
En todo el procedimiento, la persona imputada goza de la presunción de inocencia y es la administración la que tiene la carga de probar la comisión de la infracción, si bien es cierto que los hechos constatados por funcionarios tienen valor probatorio (pero no de carácter absoluto: se puede destruir dicha presunción con otras pruebas).

## Caducidad
Otra garantía del procedimiento es la caducidad del expediente administrativo: La administración ha de dictar la resolución que pone fin al expediente en un determinado plazo, fijado normalmente por la normativa sectorial. Si no lo hace, el expediente ha caducado y ya no puede dictar resolución sancionadora, si bien podrá iniciar otro expediente distinto si la infracción no ha prescrito.
El principal efecto de la caducidad es poner fin o término al procedimiento, de conformidad con el artículo 84 de la Ley 39/2015, de 1 de octubre, LPAC, procediéndose al archivo de las actuaciones y notificándoselo al interesado. La resolución que declare la caducidad ordenará el archivo de las actuaciones, con los efectos previstos en el artículo 95 de la LRJPAC.
Respecto a si se puede volver a iniciar un nuevo procedimiento sancionador, hay que tener en cuenta lo establecido en el artículo 95.3 de la Ley 39/2015, LPAC: “La caducidad no producirá por sí sola la prescripción de las acciones del particular o de la Administración, pero los procedimientos caducados no interrumpirán el plazo de prescripción.”, por  lo que en caso de no estar prescrita la infracción, si se podría iniciar un nuevo procedimiento sancionador.